# Madain
Madain (al-Madain, Las Ciudades, en árabe: المدائن), también conocida como Seleucia-Ctesifonte, fue una ciudad de Mesopotamia principalmente bajo los omeyas y abasíes. El nombre designaba a un grupo de poblaciones casi juntas entre la ciudad de Ctesifonte, la antigua capital administrativa sasánida y residencia de invierno del rey, y Seleucia del Tigris. El nombre derivaba del arameo Mahoze (Māhōzē). Estaba al borde del Tigris a unos 30 kilómetros al sureste del sitio de Bagdad (que se fundó en 762). Era residencia también del exilarca judío y el patriarca-catolicós de la Iglesia del Oriente.

## Organización

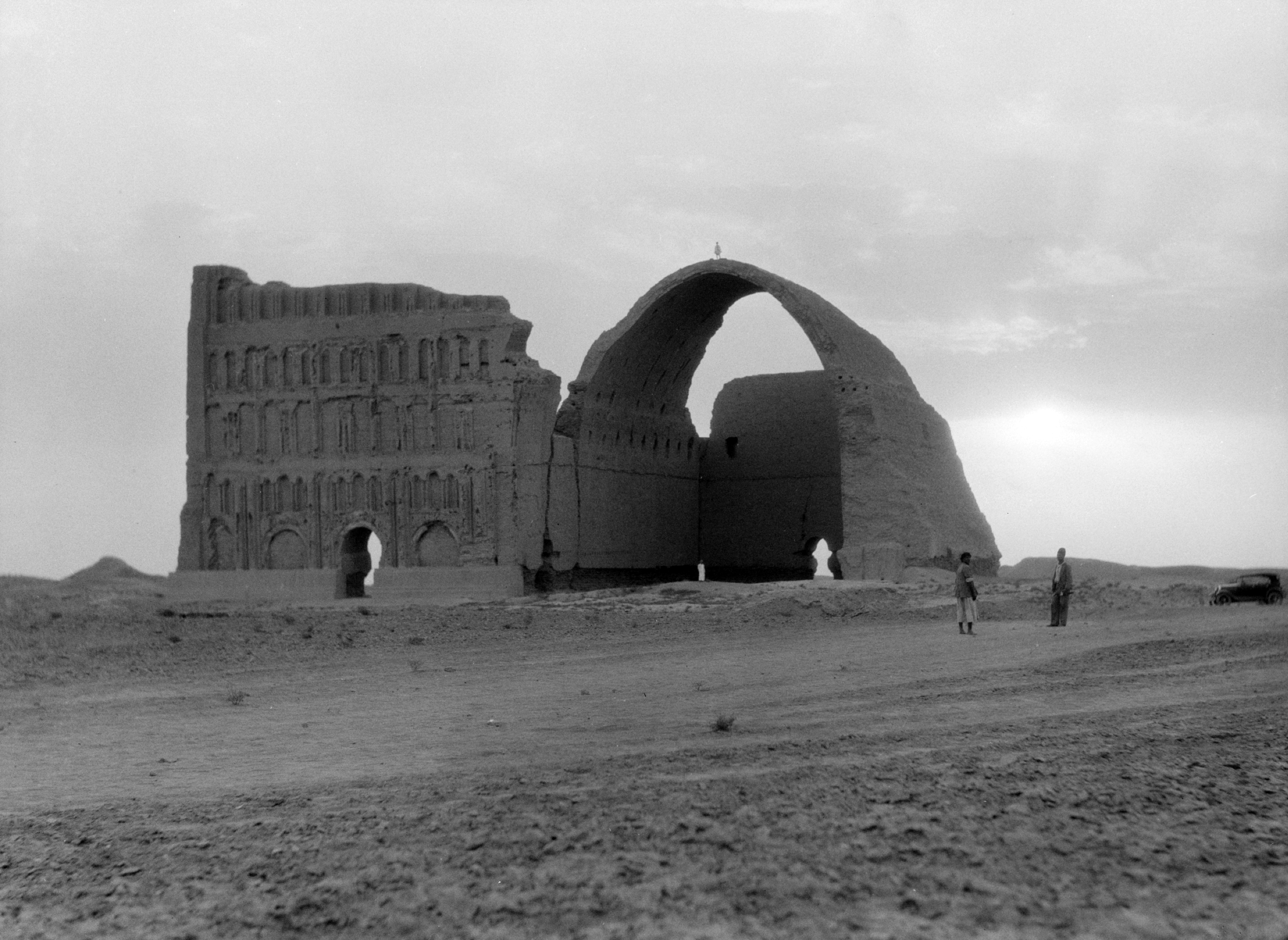
Ctesifonte, 1932.

La tradición dice que eran siete villas pero las principales eran cinco.
En la orilla oriental del Tigris:
- Ctesifonte, la más antigua, que los árabes llamaron la Ciudad Vieja (al-Madina al-Atika) donde estaba el palacio real (Palacio Blanco, al-Kasr al-Abyad)
- Aspanbur, zona residencial, donde vivían los altos funcionarios, con un conjunto palaciego, un baño, un tesoro y una fábrica de moneda. Estaba adosada a Ctesifonte.
- Veh Antiokh-y Khusraw, fundada a 5 km de Ctesifonte por Cosroes I el 540, donde fueron instalados los prisioneros hechos en Antioquía del Orontes. Los árabes la llamaron al-Rumiyya.

En la orilla occidental:
- Veh-Ardashir fundada por Ardacher I hacia el 230. Los árabes la llamaron Behrasir, los judíos Mahoza y los cristianos Kokhe. Era la parte comercial e industrial con su propio taller de monedas. Estaban ahí la catedral de los nestorianos y la residencia del exilarca, pero fue abandonada parcialmente en el siglo VI.
- Sabat, cinco kilómetros al sur de la anterior, que guardaba el puente en el lugar donde el Nahr al-Malik se unía al Tigris.

## Historia
Este conjunto de ciudades fue ocupado por los árabes en marzo de 637 y llamado al-Madain o Madain. Ya la nobleza había huido pero los tesoros encontrados produjeron un gran botín. La población hizo un pacto de capitulación y pagó la yizia. Muchos notables persas (Dahaka) siguieron residiendo, así como el catholicós y el exilarca hasta el siglo VIII. En 663 había una guarnición árabe de 300 hombres y el 695 eran mil hombres, siempre mandados por notables de Kufa de la tribu Azd. Fue el centro de la región del Diyala (Ard Djukha) dependiente del gobernador de Kufa.
Uno de los primeros gobernador fue Salman al-Farisi  (656). Sad ibn Masud fue gobernador del 656 al 660 y el 657 rechazó un ataque jariyí. Otro gobernador, Simak, impidió al jariyí al-Mustawrid pasar de la banda oriental a la occidental. La ciudad siguió a Kufa en la seba tendencia religiosa, y fue un centro alida. El 687 la ciudad fue saqueada por los azraqitas (jariyíes extremistas). Shabib la ocupó temporalmente el 696. En el siglo VIII los chiitas de Madain eran considerados extremistas (ghulati). Allí se fundó la secta Harithiyya que afirmaba que cualquier conocedor del Islam podía actuar libremente y que apoyó el levantamiento alida del 744.
Después del 754 al-Mansur residió temporalmente en Madain (a al-Rumiyya) y en este lugar fue ejecutado Abu Muslim el 754. El 762 el califa decidió la fundar Bagdad a 30 km al noroeste. El catholicós, el exilarca y buena parte de la población fueron obligados a trasladarse a la nueva ciudad. El Palacio Blanco fue parcialmente demolido por Al-Mansur y aunque el 755 ordenó su restauración, permaneció en ruinas hasta que al-Mustakfi (902-908) ordenó hacia el 903 terminar la demolición. Los materiales sirvieron para hacer un palacio en Bagdad.
En el siglo IX tomó un carácter de ciudad agrícola. En el siglo X al-Rumiyya quedó abandona pero el resto de poblaciones en la orilla oriental restaron como barrios de Bagdad. En este siglo X aparecen los extremistas alides llamados Ishakiyya. En los siglos XII y XIII todavía subsistía una población pequeña en la orilla oriental y un pueblo de chiitas imamites en la orilla occidental que era el antiguo Behrasir que existió hasta el siglo XV.
El 22 y 23 de noviembre de 1915 se libró al este de las ruinas de la Iwan la llamada batalla de Ctesifonte en que los otomanos derrotaron al ejército anglo-indio del general Townshend, deteniendo su avance hacia Bagdad.